# Michel Riquet
Pour les articles homonymes, voir Riquet.
Michel Riquet, né le 8 septembre 1898 à Paris et mort le 5 mars 1993 dans la même ville, est un prêtre jésuite français, résistant, théologien et prédicateur de renom.
Le Père Riquet était grand officier de la Légion d'honneur, président d'honneur de l’Union nationale des associations de déportés, internés et familles de disparus (UNADIF), vice-président de l’Office national des anciens combattants (ONAC), président d’honneur du Réseau du Souvenir et vice-président de la Ligue internationale contre le racisme et l'antisémitisme (LICRA).

## Biographie
Après avoir pris part à la fin de la Première Guerre mondiale, Michel Riquet entre au noviciat de la Compagnie de Jésus le 19 novembre 1918. Sa formation spirituelle et théologique terminée, Michel Riquet - docteur en théologie - est ordonné prêtre en 1928. Disciple de Jacques Maritain, il est nommé directeur de la Conférence Laënnec des médecins catholiques en 1930. Il reste jusqu'en 1944 chargé de la formation des étudiants en médecine du Centre Laënnec à Paris.
Dès 1940, Michel Riquet prend une part importante à la Résistance, dans le réseau Hector, le groupe Combat Zone Nord et le réseau Comète, (filière d'évasion d'aviateurs alliés) . Mais il ne renonce pas à la parole publique. Il parle en pleine Occupation en l'église Saint-Séverin et n'hésite pas à interpeller la conscience allemande. La Gestapo finit par l'arrêter, en janvier 1944. Il est interné à Compiègne, déporté à Mauthausen, puis, d'avril 1944 à mai 1945, à Dachau, avec Edmond Michelet. Il garde de cette période de solides amitiés avec des compagnons de captivité (notamment avec Claude Lemaitre et Marcel Cerbu), juifs, communistes, francs-maçons...
De 1946 à 1955, il est chargé des Conférences de Carême à Notre-Dame de Paris. Son éloquence y fait merveille et il devient la coqueluche du Tout-Paris de l'époque. Sa première conférence s’intitule Le Chrétien face aux ruines.
Aumônier national des écrivains catholiques de 1972 à 1981, il milite pour les amitiés judéo-chrétiennes, participe à la fondation de la Fraternité d'Abraham, et cherche à dialoguer avec les francs-maçons et agit ensuite pour un rapprochement entre l'Église et ceux-ci.
En 1961, à l’époque où se prépare le concile œcuménique Vatican II, répondant à l'invitation de Marius Lepage, alors vénérable maître de la loge Volney, le Père Riquet donne à Laval une conférence en loge, au cours de laquelle il vient présenter le point de vue catholique sur l’athéisme,.
En 1967, il fait partie des membres fondateurs de l'association Fraternité d'Abraham, qui promeut le dialogue interreligieux.
Il joue un rôle important dans les associations d'anciens résistants et d’anciens déportés, et contribue au Devoir de mémoire. En 1981, il fait partie du jury d'honneur chargé d'examiner le cas de Maurice Papon comme d'autres membres du comité directeur du Comité d'action de la Résistance. Il soutient ensuite Papon au sein de l'association Résistance-Vérité-Souvenir,,.

## Publications
(liste non exhaustive)
- 1945 : Civisme du Chrétien de France (Paris : Éditions Aux étudiants de France)
- 1946 : Le Chrétien face aux ruines (collection : Conférences de Notre-Dame de Paris, Paris : éditions Spes)
- 1948 : Le Chrétien face à l'argent (Paris, Éditions Spes, collection : Conférences de Notre-Dame de Paris)
- 1948 : Le Chrétien face à la vie (Paris, Éditions Spes, collection : Conférences de Notre-Dame de Paris)
- 1949 : Le Chrétien face au pouvoir (Paris, Éditions Spes, collection : Conférences de Notre-Dame de Paris)
- 1950 : Le Chrétien face aux athéismes (Paris, Éditions Spes, collection : Conférences de Notre-Dame de Paris)
- 1951 : La Parole de Dieu, réalité d'aujourd'hui (Paris, Éditions Spes, collection : Conférences de Notre-Dame de Paris)
- 1952 : L'Unique Sauveur, demain comme hier (Paris, Éditions Spes, collection : Conférences de Notre-Dame de Paris)
- 1953 : L'Église parmi nous (Paris, Éditions Spes, collection : Conférences de Notre-Dame de Paris)
- 1954 : L'Église et la Vierge (Paris, Éditions Spes, collection : Conférences de Notre-Dame de Paris)
- 1955 : L'Église, liberté du monde (collection : Conférences de Notre-Dame de Paris, Paris, Éditions Spes)
- 1958 : La Bible racontée à tous : le peuple de Dieu, vie de N.-S. Jésus-Christ (illustrations de Jacques Pecnard. Collection : Encyclopédie en couleurs, Hachette)
- 1959 : Entre Israël et l'Islam, la mission des chevaliers du Saint-Sépulcre. Jérusalem, capitale d'un milliard de croyants (Paris : Secrétariat de la Lieutenance de France de l'Ordre équestre du Saint-Sépulcre de Jérusalem)
- 1961 : La Charité du Christ en action, des origines à saint Vincent de Paul (collection Je sais, je crois no 104, éditions A. Fayard)
- 1965 : Le Mont-Saint-Michel : mille ans au péril de l'histoire (Hachette)
- 1968 : Les Francs-Maçons, dialogue entre Michel Riquet et Jean Baylot (collection Verse et controverse no 6, Éditions Beauchesne, Paris)
- 1969 : Église et contraception (collection : Controverses no 6, éditions J. Didier, Paris)
- 1969 : Saint Vincent de Paul : ou le réalisme de la charité (collection : Situation des saints, Paris : Éditions S.O.S.)
- 1971 : « Français du silence : La déportation », dans Jacques Meyer (dir.) et alii, Vie et mort des Français (1939-1945), Paris, Hachette (réimpr. 1980) (1re éd. 1971), 614 p., p. 405-445.
- 1973 : Chrétiens de France dans l'Europe enchaînée (Éditions Grasset): genèse du Secours catholique (Collection Cahiers et documents, Paris : Éditions S.O.S.) — Prix Constant-Dauguet de l'Académie française
- 1975 : Un chrétien face à Israël (Robert Laffont)
- 1993 : Le Rebelle discipliné : entretiens avec Alain-Gilles Minella (collection : Trajectoires, éditions Mame)[15]
- 1997 (réédition): Augustin de Barruel; Un jésuite face aux Jacobins francs-maçons 1741-1820, Paris, Beauchesne, 1997, 200p.
- Nombreux articles dans la Revue des Deux Mondes

## Distinctions

### Décoration
- Grand officier de la Légion d'honneur
- Médaille de la Résistance française par décret du 24 avril 1946[16].

### Récompense
- Prix Constant-Dauguet de l'Académie française en 1973 pour : Chrétiens de France dans l'Europe enchaînée

## Souvenir et hommage

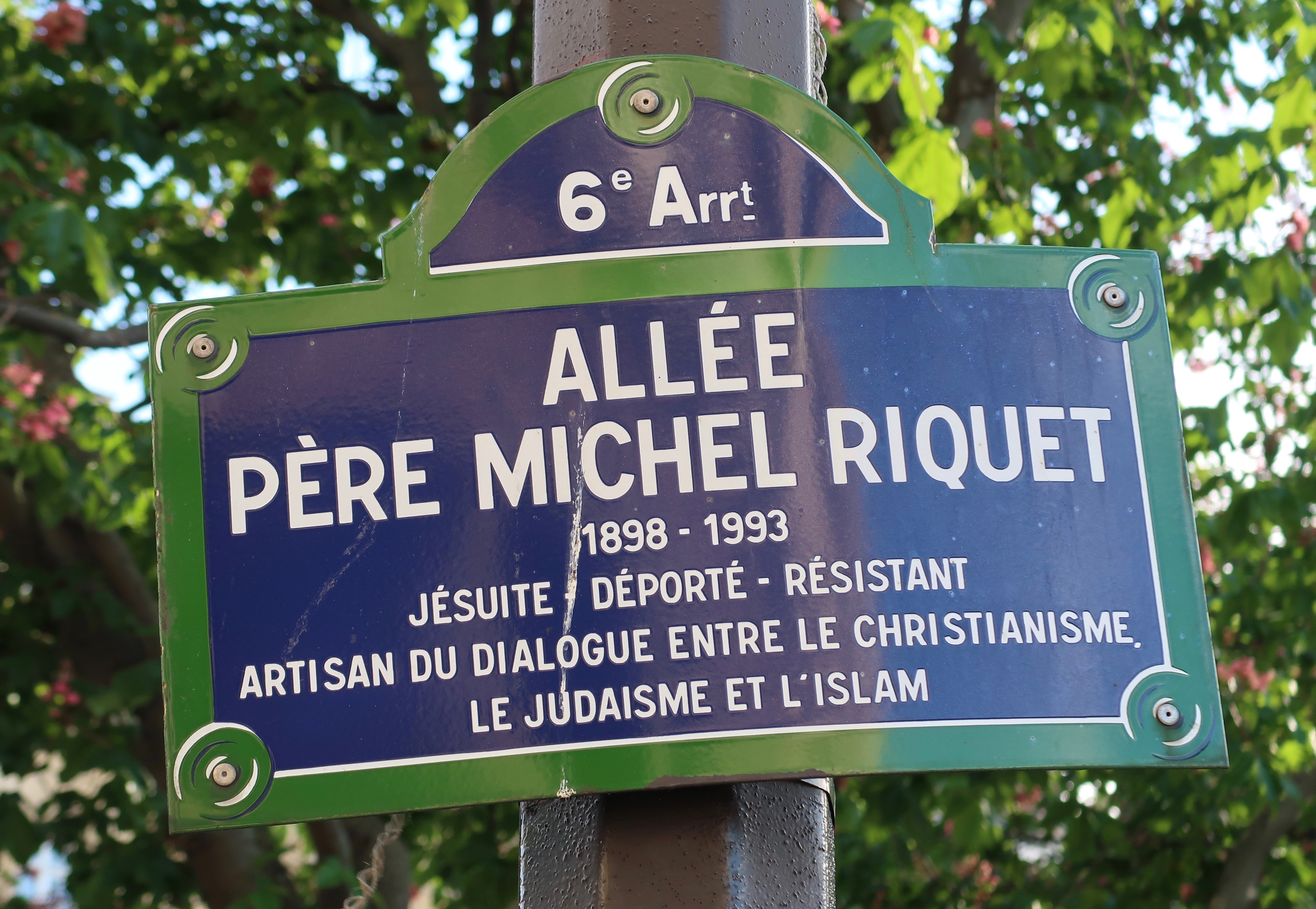
Plaque allée du Père Michel-Riquet, Paris 6e

L'arrêté municipal de Paris du 27 septembre 2000, nomme Allée du Révérend-Père-Michel-Riquet l'allée située place Saint-Sulpice, entre la fontaine des Quatre Evêques et le parvis de l'église Saint-Sulpice.

## Source
- Biographie du R. P. Michel Riquet
- Pour la bibliographie : Bibliothèque nationale de France (catalogues)